# Bożydar Sosień

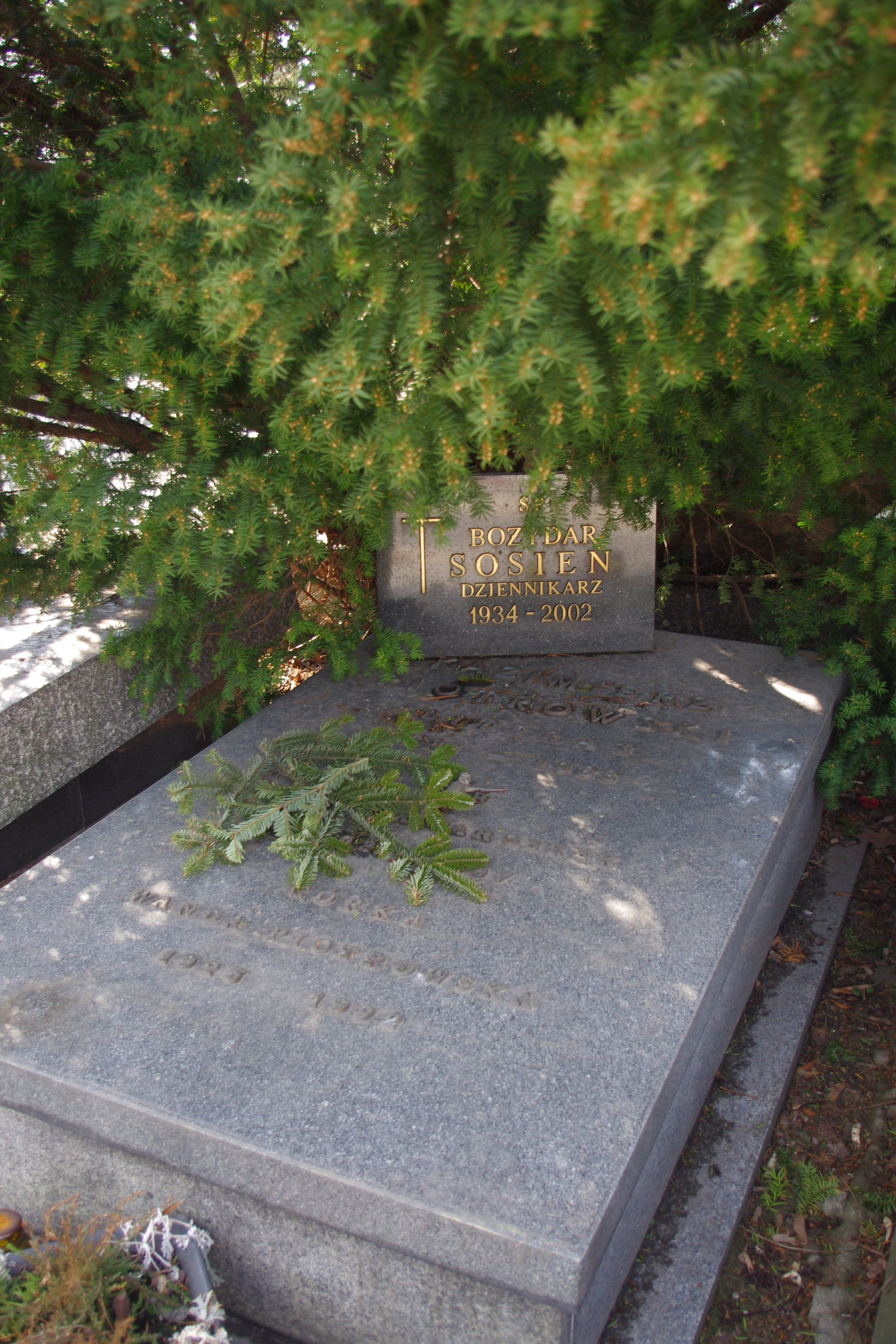
Grób dziennikarza Bożydara Sosieńa (1934-2002) na Cmentarzu Wojskowym na Powązkach w Warszawie

Bożydar Sosień (ur. 1934 w Nowym Sączu, zm. 1 grudnia 2002 w Warszawie) – polski dziennikarz.
Absolwent I LO im. Jana Długosza w Nowym Sączu. Był długoletnim korespondentem zagranicznym Polskiej Agencji Prasowej (PAP), a także dziennikarzem redakcji krajowej i jej redaktorem naczelnym. Pochowany na Cmentarzu Wojskowym na Powązkach w Warszawie (kwatera C37-10-5).